# بتلفورد شمالی
بتلفورد شمالی (به انگلیسی: North Battleford) یک شهرک در کانادا است که در ساسکاچوان واقع شده‌است. بتلفورد شمالی ۱۳٬۸۸۸ نفر جمعیت دارد.